# 紀元前358年
紀元前358年（きげんぜん358ねん）は、ローマ暦の年である。
当時は、「ガイウス・ファビウス・アンブストゥスとガイウス・プラウティウス・プロクルスが共和政ローマ執政官に就任した年」として知られていた（もしくは、それほど使われてはいないが、ローマ建国紀元396年）。紀年法として西暦（キリスト紀元）がヨーロッパで広く普及した中世時代初期以降、この年は紀元前358年と表記されるのが一般的となった。

## 他の紀年法
- 干支 : 癸亥
- 日本
  - 皇紀303年
  - 孝安天皇35年
- 中国
  - 周 - 顕王11年
  - 秦 - 孝公4年
  - 楚 - 宣王12年
  - 斉 - 桓公17年
  - 燕 - 文公4年
  - 趙 - 成侯17年
  - 魏 - 恵王12年
  - 韓 - 昭侯5年
- 朝鮮
  - 檀紀1976年
- ベトナム :
- 仏滅紀元 : 187年
- ユダヤ暦 :

## できごと

### ペルシア帝国
- アルタクセルクセス3世は、アルタクセルクセス2世を継いでアケメネス朝ペルシアの王となり、ペルシア帝国のサトラップの中心的な地位を回復した。自身の王位を確実なものとするため、彼は親戚のほとんどを殺害した。

### ギリシア
- テッサリアのフェライのアレクサンドロスは、妻に扇動された妻の兄弟によって殺害された。

### マケドニア
- ピリッポス2世はペオニア族を決定的に破り、オフリド湖までの支配権を確立した。

### 共和政ローマ
- 共和政ローマはウォルスキ族を破り、その支配地のほとんどを属領とした。共和政ローマは、紀元前390年にガリアに敗れて弱体化していたラテン同盟を刷新した。

### 中国
- 秦が韓軍を西山で撃破した。

## 誕生
- セレウコス1世、セレウコス朝の創始者（+ 紀元前281年）

## 死去
- アルタクセルクセス2世、ペルシアの王（* 紀元前436年）
- フェライのアレクサンドロス、フェライの独裁者
- コティス1世、トラキアの王
- バルディリス、イリュリアの王